# Johann Christoph Schmügel
Johann Christoph Schmügel (getauft 13. Januar 1727 in Pritzier/Mecklenburg; † 21. Oktober 1798 in Mölln/Lauenburg) war ein deutscher Komponist und Organist.

## Leben
Im Jahre 1720 trat der Vater Johann Christoph Schmügel (der den gleichen Namen hatte) sein Amt als Organist im mecklenburgischen Pritzier an. Er wirkte dort an einem Instrument, das 1680 von einem Schüler des berühmten Orgelbauers Friedrich Stellwagen, möglicherweise Michael Briegel, erbaut worden war. Vermutlich am 12. Januar 1727 wurde Johann Christoph als zweites von mindestens sechs Kindern geboren. Er erhielt ersten Musikunterricht beim Vater. In Pritzier war es üblich, dass der Sohn des Organisten mit etwa 16 Jahren dem Vater zur Seite stand und somit als „Organist junior“ wirkte. In dieser Funktion arbeitete der Sohn Johann Christoph Schmügel bis etwa 1750. Anschließend ging er nach Hamburg, wo er bei Georg Philipp Telemann Komposition studierte. Obwohl dieser in einem Empfehlungsschreiben an die St.-Johannis-Kirche in Lüneburg Schmügel als einen „von seinen besten Discipeln, die er jemals in Componieren informieret hätte“ beschrieb, ergab sich erst 1758 eine Möglichkeit, diese Stelle zu besetzen. In Lüneburg gab Schmügel Johann Abraham Peter Schulz von 1758 bis 1765 Unterricht und hielt Kontakte zu Hamburg aufrecht. Wegen verschiedener Schwierigkeiten mit seinem Amt verließ Schmügel 1766 Lüneburg, um die Organistenstelle an der Nikolaikirche in Mölln zu besetzen. 1784 wurde er zusätzlich Kantor. Der Vater versah sein Amt bis zu seinem Lebensende im Jahre 1771 in Pritzier. Er betreute auch den Orgelneubau durch den Lüneburger Orgelbauer Johann Georg Stein in der Filialkirche St. Trinitatis zu Warlitz, für dessen Einweihung der Sohn eine Kantate komponierte. Johann Christoph Schmügel starb während des Orgelspiels im Gottesdienst an einem Schlaganfall.

## Bedeutung
Johann Christoph Schmügel kann heute als einer der wichtigsten Komponisten des Übergangsstils zwischen Barock und Frühklassik gelten. Sein Stil ähnelt sehr dem seines Lehrmeisters Telemann, ohne aber an Qualität einzubüßen. Des Weiteren greift Schmügel deutlich Elemente des sogenannten „galanten Stils“ auf und entwickelt eine sehr spezielle Eigenart, besonders seine Fugen betreffend, die alle einen ähnlichen Aufbau haben. Sein Schüler Johann Abraham Peter Schulz hat viel vom Einfluss Schmügels angenommen, sich aber später bewusst von seinem ersten Kompositionslehrer distanziert, indem er ihn für „unbachisch“ hielt.

## Werke (Auswahl)
- Chorsatz Segne Gott, mit frischem Leben, Lüneburg 1760
- Sing- und Spieloden. Leipzig 1762.
- Kantate Ihr Könige auf Erden und alle Leute, Lüneburg 1763
- Friedens-Cantate 1763, Lüneburg 1763
- Weihnachtskantate Feierlicher Weihnachtsgesang, 1768
- Präludien, Fugen und andere Orgelstücke, 1778
- Mehrere Kirchensinfonien, Streichquartette und Trios